# Colombia en los Juegos Mundiales de Birmingham 2022
Colombia participó en los 'XI Juegos Mundiales' por representación del Comité Olímpico Colombiano (COC), dicho evento se celebró en Birmingham, Alabama, USA, del 7 de julio al 17 de julio de 2022. Fue la Novena participación en los Juegos mundiales por parte de Colombia. 
En lo que se refiere a esta edición, la federación colombiana estuvo integrada por un total de 65 atletas en 12 deportes, distribuidos entre (42) hombres y (23) mujeres. 
Colombia ocupó el noveno lugar en la tabla general de medallas al conseguir (25) medallas de las cuales (9) fueron de Oro, (10) de Plata y (6) de Bronce y con este resultado hizo su segunda mejor participación en los Juegos Mundiales, solo por detrás de lo hecho en los Juegos Mundiales de Breslavia 2017.
Por otra parte, Johana Viveros Mondragon se convirtió en la atleta más exitosa de esta edición, al conseguir cuatro medallas de oro y una de plata en patinaje de velocidad.

## Medallas por deportes
La siguiente tabla muestra las medallas obtenidas por parte de la Federación Colombiana, ordenadas por preseas de oro, plata y bronce.
| \| Deporte \| \| \| \| \| \| --------------------- \| - \| -- \| - \| -- \| \| Deporte Sobre Ruedas \| 7 \| 4 \| 1 \| 12 \| \| Deportes Subacuáticos \| 1 \| 2 \| 3 \| 6 \| \| Tiro con Arco \| 1 \| 1 \| 0 \| 2 \| \| Bolos \| 0 \| 1 \| 0 \| 1 \| \| Jui- Jitsu \| 0 \| 1 \| 0 \| 1 \| \| Deportes de billar \| 0 \| 1 \| 0 \| 1 \| \| Disco Volador \| 0 \| 0 \| 1 \| 1 \| \| Squash \| 0 \| 0 \| 1 \| 1 \| \| Total \| 9 \| 10 \| 6 \| 25 \| |   |    |   |    |
| Deporte |   |    |   |    |
| Deporte Sobre Ruedas | 7 | 4  | 1 | 12 |
| Deportes Subacuáticos | 1 | 2  | 3 | 6  |
| Tiro con Arco | 1 | 1  | 0 | 2  |
| Bolos | 0 | 1  | 0 | 1  |
| Jui- Jitsu | 0 | 1  | 0 | 1  |
| Deportes de billar | 0 | 1  | 0 | 1  |
| Disco Volador | 0 | 0  | 1 | 1  |
| Squash | 0 | 0  | 1 | 1  |
| Total | 9 | 10 | 6 | 25 |

## Medallero
La siguiente tabla muestra los competidores que ganaron medallas en los Juegos Mundiales.  
| \| Medalla \| Nombre \| Deporte \| Evento \| Fecha \| \| ------- \| -------------------------------------------------------------------------------------------------------------------------------------------------------------------------------------------------------------------------------------------------------------------------------------------------------------------------------------------------------------------------------------------------------------------------------------------------------------- \| ---------------------- \| ------------------------------------------------------------------------ \| ---------------- \| \| \| Ver lista1. Juan Camilo Rodríguez López. 2. Juan David Duque Jiménez. 3. Juan Fernando Ocampo Lozada. 4. Mauricio Fernández Castillo. \| Deportes subacuáticos \| Natación con aletas – Relevos de superficie 4 x 50m Hombres. \| 8 de julio.[2] \| \| \| Johana Viveros Mondragon \| Deportes sobre ruedas \| Patinaje en velocidad en pista – Eliminación 10.000m Mujeres. \| 8 de julio.[2] \| \| \| Andrés Mauricio Jiménez \| Deportes sobre ruedas \| Patinaje en velocidad en pista – Sprint 500m Hombres. \| 8 de julio.[2] \| \| \| Geiny Pájaro Guzmán \| Deportes sobre ruedas \| Patinaje en velocidad en pista – Contra reloj 200m Mujeres. \| 8 de julio.[3] \| \| \| Andrés Mauricio Jiménez Torres \| Deportes sobre ruedas \| Patinaje en velocidad en pista – Contra reloj 200m Hombres. \| 8 de julio.[2] \| \| \| Ver lista1. Grace Fernández Castillo. 2. Viviana Paola Retamozo Olaya. 3. Diana Paola Moreno Alegría. 4. Paula Alejandra Aguirre Joya. \| Deportes subacuáticos \| Natación con aletas – Relevos de superficie 4 x 100m Mujeres. \| 8 de julio.[2] \| \| \| Paula Alejandra Aguirre Joya. \| Deportes subacuáticos \| Natación con aletas – Apnea 50m Mujeres. \| 8 de julio.[2] \| \| \| Ver lista1. Daniel Muñoz. 2. Sara López. \| Tiro con arco \| Diana -Compuestos – Equipo mixto. \| 9 de julio.[4] \| \| \| Johana Viveros Mondragon. \| Deportes sobre ruedas \| Patinaje en velocidad en pista - Sprint 1.000m Mujeres. \| 9 de julio.[5] \| \| \| Johana Viveros Mondragon. \| Deportes sobre ruedas \| Patinaje en velocidad en pista - Eliminación por puntos 10.000m Mujeres. \| 9 de julio.[5] \| \| \| Sara López. \| Tiro con arco \| Diana -Compuestos Mujeres. \| 9 de julio.[6] \| \| \| Ver lista1. Juan Camilo Rodríguez López. 2. Juan David Duque Jiménez. 3. Juan Fernando Ocampo Lozada. 4. Mauricio Fernández Castillo. \| Deportes subacuáticos \| Natación con aletas – Relevos de superficie 4x100m Masculino. \| 9 de julio.[7] \| \| \| Ver lista1. Grace Fernández Castillo. 2. Viviana Paola Retamozo Olaya. 3. Diana Paola Moreno Alegría. 4. Paula Alejandra Aguirre Joya. \| Deportes subacuáticos \| Natación con aletas – Relevos de superficie 4x50m Mujeres. \| 9 de julio.[7] \| \| \| Grace Fernández. \| Deportes subacuáticos \| Natación con aletas – Superficie 100m Mujeres. \| 9 de julio.[7] \| \| \| Geiny Pájaro Guzmán \| Deportes sobre ruedas \| Patinaje en velocidad en ruta – Sprint 100m Mujeres. \| 10 de julio.[8] \| \| \| Johana Viveros Mondragon. \| Deportes sobre ruedas \| Patinaje en velocidad en ruta – Carrera por puntos 10.000m Mujeres. \| 10 de julio.[8] \| \| \| Daniel Zapata Martínez. \| Deportes sobre ruedas \| Patinaje en velocidad en ruta – Carrera por puntos 10.000m Hombres. \| 10 de julio.[8] \| \| \| Daniel Zapata Martínez. \| Deportes sobre ruedas \| Patinaje en velocidad en pista – Eliminación 10.000m Hombres. \| 10 de julio.[8] \| \| \| Johana Viveros Mondragon. \| Deportes sobre ruedas \| Patinaje en velocidad en ruta – Eliminación 15.000m Mujeres. \| 11 de julio.[9] \| \| \| Clara Guerrero. \| Bolos \| Individuales – Mujeres. \| 11 de julio.[10] \| \| \| Jairo Alejandro Viviescas Ortiz. \| Jui- Jitsu \| Combate – 62 Kg Hombres. \| 16 de julio.[11] \| \| \| Ver lista1. María Valeria Cárdenas Velásquez. 2. María Manuela Cárdenas Velásquez. 3. José Jimenez Martinez. 4. Simón Ramirez Ortiz. 5. María Angélica Forero Becerra. 6. Elizabeth Mosquera Aguilar. 7. Yina Paola Cartagena Muñoz. 8. Alejandro Ford García. 9. Julio David Duque Pedroza. 10.Ximenea Andrea Montoya Carvajal. 11.Jonathan Cantor Herrera. 12.Iván David Alba Hidalgo. 13.Andrés Felipe Ramirez Pelaez. 14.Alejandra María Torres Echeverri. \| Disco Volador \| Ultimate – equipo mixto. \| 16 de julio.[11] \| \| \| José Juan García. \| Deportes de billar. \| Carambola - 3 bandas Hombres. \| 17 de julio.[12] \| \| \| Ver lista1. Brayan Carreño. 2. Daniela Gerena. \| Deportes sobre Ruedas. \| Patinaje artístico – Danza mixta. \| 17 de julio.[12] \| \| \| Miguel Ángel Rodríguez. \| Squash. \| Individual – Masculino. \| 17 de julio.[12] \| | |                        |                                                                          |              |
| Medalla | Nombre | Deporte                | Evento                                                                   | Fecha        |
| | Ver lista1. Juan Camilo Rodríguez López. 2. Juan David Duque Jiménez. 3. Juan Fernando Ocampo Lozada. 4. Mauricio Fernández Castillo. | Deportes subacuáticos  | Natación con aletas – Relevos de superficie 4 x 50m Hombres.             | 8 de julio.  |
| | Johana Viveros Mondragon | Deportes sobre ruedas  | Patinaje en velocidad en pista – Eliminación 10.000m Mujeres.            | 8 de julio.  |
| | Andrés Mauricio Jiménez | Deportes sobre ruedas  | Patinaje en velocidad en pista – Sprint 500m Hombres.                    | 8 de julio.  |
| | Geiny Pájaro Guzmán | Deportes sobre ruedas  | Patinaje en velocidad en pista – Contra reloj 200m Mujeres.              | 8 de julio.  |
| | Andrés Mauricio Jiménez Torres | Deportes sobre ruedas  | Patinaje en velocidad en pista – Contra reloj 200m Hombres.              | 8 de julio.  |
| | Ver lista1. Grace Fernández Castillo. 2. Viviana Paola Retamozo Olaya. 3. Diana Paola Moreno Alegría. 4. Paula Alejandra Aguirre Joya. | Deportes subacuáticos  | Natación con aletas – Relevos de superficie 4 x 100m Mujeres.            | 8 de julio.  |
| | Paula Alejandra Aguirre Joya. | Deportes subacuáticos  | Natación con aletas – Apnea 50m Mujeres.                                 | 8 de julio.  |
| | Ver lista1. Daniel Muñoz. 2. Sara López. | Tiro con arco          | Diana -Compuestos – Equipo mixto.                                        | 9 de julio.  |
| | Johana Viveros Mondragon. | Deportes sobre ruedas  | Patinaje en velocidad en pista - Sprint 1.000m Mujeres.                  | 9 de julio.  |
| | Johana Viveros Mondragon. | Deportes sobre ruedas  | Patinaje en velocidad en pista - Eliminación por puntos 10.000m Mujeres. | 9 de julio.  |
| | Sara López. | Tiro con arco          | Diana -Compuestos Mujeres.                                               | 9 de julio.  |
| | Ver lista1. Juan Camilo Rodríguez López. 2. Juan David Duque Jiménez. 3. Juan Fernando Ocampo Lozada. 4. Mauricio Fernández Castillo. | Deportes subacuáticos  | Natación con aletas – Relevos de superficie 4x100m Masculino.            | 9 de julio.  |
| | Ver lista1. Grace Fernández Castillo. 2. Viviana Paola Retamozo Olaya. 3. Diana Paola Moreno Alegría. 4. Paula Alejandra Aguirre Joya. | Deportes subacuáticos  | Natación con aletas – Relevos de superficie 4x50m Mujeres.               | 9 de julio.  |
| | Grace Fernández. | Deportes subacuáticos  | Natación con aletas – Superficie 100m Mujeres.                           | 9 de julio.  |
| | Geiny Pájaro Guzmán | Deportes sobre ruedas  | Patinaje en velocidad en ruta – Sprint 100m Mujeres.                     | 10 de julio. |
| | Johana Viveros Mondragon. | Deportes sobre ruedas  | Patinaje en velocidad en ruta – Carrera por puntos 10.000m Mujeres.      | 10 de julio. |
| | Daniel Zapata Martínez. | Deportes sobre ruedas  | Patinaje en velocidad en ruta – Carrera por puntos 10.000m Hombres.      | 10 de julio. |
| | Daniel Zapata Martínez. | Deportes sobre ruedas  | Patinaje en velocidad en pista – Eliminación 10.000m Hombres.            | 10 de julio. |
| | Johana Viveros Mondragon. | Deportes sobre ruedas  | Patinaje en velocidad en ruta – Eliminación 15.000m Mujeres.             | 11 de julio. |
| | Clara Guerrero. | Bolos                  | Individuales – Mujeres.                                                  | 11 de julio. |
| | Jairo Alejandro Viviescas Ortiz. | Jui- Jitsu             | Combate – 62 Kg Hombres.                                                 | 16 de julio. |
| | Ver lista1. María Valeria Cárdenas Velásquez. 2. María Manuela Cárdenas Velásquez. 3. José Jimenez Martinez. 4. Simón Ramirez Ortiz. 5. María Angélica Forero Becerra. 6. Elizabeth Mosquera Aguilar. 7. Yina Paola Cartagena Muñoz. 8. Alejandro Ford García. 9. Julio David Duque Pedroza. 10.Ximenea Andrea Montoya Carvajal. 11.Jonathan Cantor Herrera. 12.Iván David Alba Hidalgo. 13.Andrés Felipe Ramirez Pelaez. 14.Alejandra María Torres Echeverri. | Disco Volador          | Ultimate – equipo mixto.                                                 | 16 de julio. |
| | José Juan García. | Deportes de billar.    | Carambola - 3 bandas Hombres.                                            | 17 de julio. |
| | Ver lista1. Brayan Carreño. 2. Daniela Gerena. | Deportes sobre Ruedas. | Patinaje artístico – Danza mixta.                                        | 17 de julio. |
| | Miguel Ángel Rodríguez. | Squash.                | Individual – Masculino.                                                  | 17 de julio. |